# П'єро Полі
П'єро Полі (італ. Piero Poli, 9 жовтня 1960) — італійський академічний веслувальник і плавець.
Олімпійський чемпіон 1988 року в складі парної четвірки, учасник 1984 року.